# Aeroportul Regional Worcester
Aeroportul Regional Worcester (IATA: ORH, ICAO: KORH, FAA LID: ORH) este un aeroport din Massachusetts, Statele Unite ale Americii. Aeroportul a fost tranzitat în 2019 de 194.180 de pasageri.
Situat la o altitudine de 308 m, aeroportul dispune de 2 piste.

## Infrastructură

### Piste
Aeroportul dispune de 2 piste. Pista 11/29 are suprafața de asfalt și dimensiunile 7.001 picioare × 150 picioare. Pista 15/33 are suprafața de asfalt și dimensiunile 5.000 picioare × 100 picioare. 